# Grand Prix van de Comminges

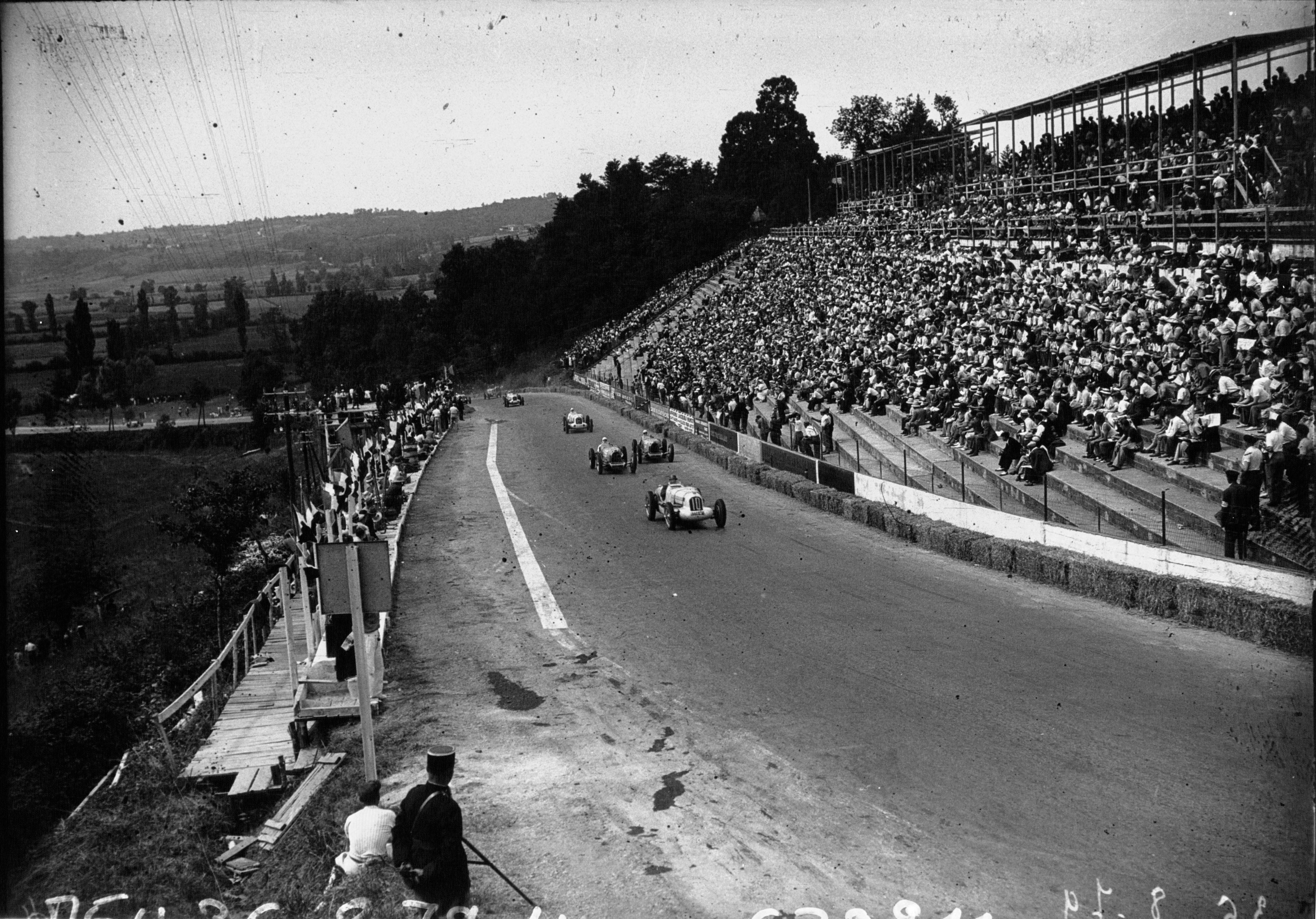
Grand Prix van de Comminges 1936

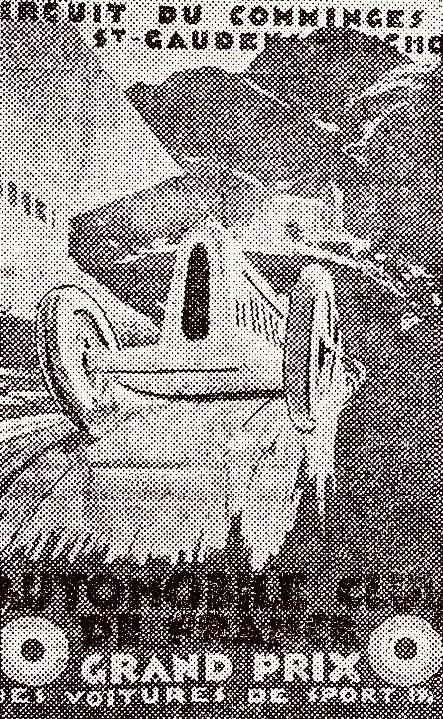
Affiche van het circuit de Comminges 1928.

De Grand Prix van de Comminges was een autorace in de Franse regio Comminges, verreden op het Circuit Automobile de Comminges in Saint-Gaudens. De race maakte tussen 1925 en 1949 deel uit van de grand-prixseizoenen en was in 1952 ook een niet-kampioenschapsronde in de Formule 1.

## Winnaars van de grand prix
- Hier worden alleen de races aangegeven die plaatsvonden tijdens de grand-prixseizoenen tot 1949 en Formule 1-races vanaf 1950.

| Jaar        | Coureur                    | Constructeur       | Locatie            | Verslag            |
| ----------- | -------------------------- | ------------------ | ------------------ | ------------------ |
| 1952        | André Simon Alberto Ascari | Ferrari            | Saint-Gaudens      | Verslag            |
| 1950 - 1951 | Race niet gehouden         | Race niet gehouden | Race niet gehouden | Race niet gehouden |
| 1949        | Charles Pozzi              | Delahaye           | Saint-Gaudens      | Verslag            |
| 1948        | Luigi Villoresi            | Maserati           | Saint-Gaudens      | Verslag            |
| 1947        | Louis Chiron               | Talbot-Lago        | Saint-Gaudens      | Verslag            |
| 1936 - 1946 | Race niet gehouden         | Race niet gehouden | Race niet gehouden | Race niet gehouden |
| 1935        | Raymond Sommer             | Alfa Romeo         | Saint-Gaudens      | Verslag            |
| 1934        | Gianfranco Comotti         | Alfa Romeo         | Saint-Gaudens      | Verslag            |
| 1933        | Luigi Fagioli              | Alfa Romeo         | Saint-Gaudens      | Verslag            |
| 1932        | Goffredo Zehender          | Alfa Romeo         | Saint-Gaudens      | Verslag            |
| 1931        | Philippe Étancelin         | Alfa Romeo         | Saint-Gaudens      | Verslag            |
| 1930        | François Miquel            | Bugatti            | Saint-Gaudens      | Verslag            |
| 1929        | Philippe Étancelin         | Bugatti            | Saint-Gaudens      | Verslag            |
| 1928        | Race niet gehouden         | Race niet gehouden | Race niet gehouden | Race niet gehouden |
| 1927        | François Eysermann         | Bugatti            | Saint-Gaudens      | Verslag            |
| 1926        | Louis Chiron               | Bugatti            | Saint-Gaudens      | Verslag            |
| 1925        | "Goury"                    | Bignan             | Saint-Gaudens      | Verslag            |